# Тупољев Ту-160
Тупољев Ту-160 (рус. Туполев Ту-160; НАТО класификација ), је суперсонични стратешки бомбардер са промењивом геометријом крила. Уведен је у наоружање СССР 1987. године као пандан америчком B-1. Русија тренутно поседује 17 примерака оперативних Ту-160, а производња је 2020. године обновљена.

## Пројектовање и развој
Шездесетих година 20. века Совјети и Американци почињу с развојем суперсоничних стратегијских бомбардера. У Америци је направљен XB-70, који је постизао брзину од преко 3 маха, а у Совјетском Савезу је направљен Сухој Т-4 са сличним карактеристикама. Пошто су оба авиона била прескупа за одржавање, ови пројекти су били напуштени, тако да се приступило изради нових. У Америци је започео развој бомбардера B-1. B-1 је био замишљен као суперсонични авион са променљивом геометријом крила која је требало да обезбеди велики радијус дејства и брзину. B-1 је једва могао да постигне брзину већу од звука, али је ипак био уведен у наоружање.
На основу америчких нацрта и прорачуна Совјети су приступили изради новог авиона са сличним карактеристикама. Задатак да направи сличан авион добила је фирма "Тупољев" 1973. године. Први прототип је направљен 1981. године, када је извршио први пробни лет, тачније 18. децембра. Американци су открили Ту-160 помоћу шпијунског сателита који је снимао аеродром "Жуковски", на коме се Ту-160 налазио. Године 1984. почиње серијска производња у "Казањској фабрици авиона". У почетку је била планирана производња од 100 авиона, али их је произведено свега 35 због распада Совјетског Савеза и тешке економске ситуације у Русији 90-их година.
2020. године почела је производња дубоко модернизоване варијанте ТУ-160М2. Руске ваздушне снаге наручиле су првих 10 авиона, а план је да их до средине 2030-их буде произведено укупно 50.

### Дизајн
Ту-160 има крила са променљивом геометријом, која могу да мењају угао од 20 до 65 степени. Ово омогућава авиону комбинацију кратког полетања и слетања, добре перформансе при крстарењу, али и исто тако добре карактеристике при лету на великим брзинама. Авион покрећу 4 мотора Кузњецов НК-321, иначе најјачи авионски мотори икад инсталирани на неки авион. Ови мотори могу да обезбеде брзине веће од 2 маха са лакоћом. Авион поседује систем за допуну горива у ваздуху, а иначе може да прими 130 тона горива које му обезбеђују 15 сати непрекидног лета при брзини од 850 km/h на висини од 9.145 m. Стајни трап авиона је систем трицикл са предњом носном ногом и две главне ноге испод крила. на предњој нози су удвојени точкови „близанци“ а на главним ногама стајног трапа се налазе по 3 пара точкова тако да авион има укупно 14 точкова, што му омогућава да, иако је тежак, слеће и полеће са лоше припремљених полетно-слетних стаза.
Ту-160 има врло слаб радарски одраз упркос својим колосалним димензијама. Руски командант Игор Хворов је изјавио 2006. да Ту-160 може неопажено да продре у ваздушни простор САД преко Северног пола иако не поседује "стелт" технологију.
Ту-160 поседује најсавременије руске радаре као што су офанзивни радар "Обзор-К" и "Сопку", радар за осматрање терена.
Посада се састоји од 4 члана, коју чине 2 пилота, нишанџија (навигатор) и оператор наоружања и електронску одбрану авиона од пројектила. Авион поседује седишта која се по потреби могу катапултирати у случају хаварије.
Званична Русија је објавила да је у току модернизација ових авиона, која је отпочела 2003. године. Авион иначе има само аналогне инструменте, за разлику од западних стратешких бомбардера, чији су инструменти дигитализовани.
Русија је 2020. године отпочела производњу нове, дубоко модернизоване варијанте ТУ-160М2. Ова варијанта поседује нове моторе, стаклену кабину, авионику, електронику, системе везе, системе управљања и системе заштите од ракета. Такође, ова варијанта може да носи и потпуно нове типове наоружања. Први авион би требало да буде испоручен 2022. године, а план је да се до средине 2030-их направи укупно 50 потпуно нових авиона. Поред тога, сви постојећи авиони ће такође бити модернизовани.

### Варијанте
- Ту-160С: ознака коришћена за серијски произвођене Ту-160С из потребе да се одвоје од свих прототипова и експерименталних авиона
- Ту-160В: погон на водонично гориво (види такође Ту-155)[9]
- Ту-160 НК-74: надограђена верзија са моторима НК-74 (повећан домет)
- Ту-160М: издужен бомбардер који носи две далекодометне хиперсоничне Х-90 (3M25 Meteorit-A) ракете
- Ту-160П (Ту-161): врло далекодометни ловац-пресретач (користи се као пратећи авион)
- Ту-160ПП: авион за електронски рат. Носи пасивну опрему за ометање и ЕЦМ опрему (руски: ПП - постановщик помех)
- Ту-160Р: стратешка платформа за претраживање (осматрање, снимање) терена
- Ту-160СК: комерцијална верзија, дизајнирана за лансирање сателита система „Бурлак“
- Ту-170: конвенционални бомбардер (направљен са циљем да избегне SALT-2 лимите)
- ТУ-160М2: Дубоко модернизована варијанта која је у производњи од 2020. године.[10]

## Оперативна употреба
Авион је званично уведен у наоружање у априлу 1987, када је 184. гардијски бомбардерски пук у Прилукију добио прве авионе. Ту-160 је требало да замени превазиђене авионе Тупољев Ту-16, који су ту били већ одавно приземљени. До 1991. године, пук је добио 19 авиона Ту-160. Авиони из Прилукија су редовно вршили извиђачке летове изнад Северног пола и западне Европе. У случају сукоба са НАТО пактом 184. гардијски бомбардерски пук би требало први да нападне и био би на првој линији фронта.
Друга јединица која је поседовала Ту-160 био је 121. гардијски бомбардерски пук у бази "Енгелс" на територији данашње Русије. Ова јединица је оформљена 1992. године и до 1994. у њен састав је укључено само 6 авиона Ту-160. Године 2000. у јединицу стиже још 8 авиона из Украјине и још један нови из фабрике, тако да је јединица имала 15 бомбардера. Један авион се срушио 18. септембра 2003. године због квара на мотору.
До 2006. године флота је увећана за још 2 авиона, тако да се у бази "Енгелс" сада налази 16 Ту-160. Руски председник Борис Јељцин издао је наређење 1999. године да се обнови производња Ту-160. Владимир Путин је 17. августа објавио да је руско ратно ваздухопловство обновило летове стратегијских бомбардера и да ће се летови обављати редовно. Два Ту-160 су се 25. децембра исте године приближила данском ваздушном простору. Дански Ф-16 су полетели да их пресретну и идентификују да би након тога руски бомбардери кренули пут матичне базе. Енглески и норвешки ловци често пресрећу руске Ту-160 као и Ту-95 у близини својих ваздушних простора изнад Северног мора. Канадски ловци такође пресрећу ове бомбардере који неретко уђу у канадски ваздушни простор.
Ту-160 је бацио најјачу конвенционалну бомбу звану "Отац свих бомби" 11. септембра 2007. године.
Ту-160 је поставио светски рекорд 2010. године, када су 2 ТУ-160 провела у ваздуху 24,5 часова. 2020. године рекорд је оборио сам ТУ-160 када су 2 пилотске посаде са ТУ-160 прелетеле преко 20.000 километара у трајању од 25 часова.

## Наоружање
Сам авион има два велика складишта једнаког капацитета, распоређених једно иза другог по оси авиона. Свако складиште има тачно један отвор на трупу авиона и може да прими:
- 6 пројектила Х-55/Х-55М,
- или 12 пројектила малог домета Х-15,
- или 12 бомби различитих типова до тежине 1 500 kg по комаду (термодинамичне и обичне)

## Украјински Ту-160
Након распада Совјетског Савеза у Украјини је остало око 1.500 авиона и међу њима и 19 Ту-160 у саставу 184 гардијског бомбардерског пука у бази Прилуки.
Русији је у то време остало само 6 летелица овог типа. Године 1992. обуставља се привремено производња због тешке економске ситуације, тако да је Русија на све могуће начине покушавала да поврати преостале Ту-160 који су се налазили у Украјини. Украјинска влада је 1992. одлучила да елиминише све нуклеарно наоружање као и све стратегијске бомбардере, који би били постепено повучени из употребе.
Украјинско ратно ваздухопловство је користило неке од бомбардера Ту-160 током извесног периода, али није имало довољно средстава да их издржава и сервисира, тако да је већина пропала и зарђала.
Украјинска влада је одлучила 1999. године да у складу са потписаним уговорима као и под притиском САД елиминише све Ту-160.
Русији је враћено 8 бомбардера Ту-160 и неколико Ту-95 као компензација за нафтни и гасни дуг. Поред тога у Русију је транспортовано око 600 крстарећих пројектила и осталог наоружања за Ту-160 и Ту-95. Од преосталих 11 Украјина је уништила 10 авиона док је један сачуван и налази се у сталној поставци музеја у граду Полтави у Украјини. Украјинци су први Ту-160 уништили 1998. године, а 2001. последњи.

## Корисници

### Тренутни корисници
- Русија - 10 ТУ-160, 6 ТУ-160М. Наручено је првих 10 серијских ТУ-160М2.[5]

### Бивши корисници
- Украјина
- СССР